# Mysterious Girl
Mysterious Girl è probabilmente la canzone più conosciuta del cantante inglese Peter Andre, a cui partecipò anche il rapper caraibico Bubbler Ranx, pubblicata nel 1996, ed estratta dal suo secondo album Natural.

## Successo del brano
Il singolo è stato distribuito per tre volte nel Regno Unito. Nel 1995, in singolo arrivò al massimo alla posizione numero 53 nella classifica inglese, pur raggiungendo la numero 1 e la numero 8, rispettivamente in Australia e Nuova Zelanda. Il singolo venne ripubblicato nel 1996, ed in questa occasione il brano riuscì ad arrivare fino alla numero 2 a giugno, non riuscendo però a battere Killing Me Softly dei Fugees. In seguito ad una partecipazione di Andre ad un reality show, nel 2004 il singolo venne pubblicato nuovamente, riuscendo stavolta a raggiungere la vetta della classifica inglese nel febbraio 2004.

## Il video
Il video di Mysterious Girl è stato girato a Koh Phi Phi Lee in Thailandia. La maggior parte del video mostra Peter Andre eseguire il brano a torso nudo, promuovendo maggiormente l'immagine del cantante più che il brano o la sua musica in generale.

## Tracce

### 1995
CD-Single Mushroom 74321 40205 2 (BMG) 21/05/1996
1. Mysterious Girl (Radio Edit) 3:36
2. Mysterious Girl (R&B Skankmaster Remix) 5:13

CD-Maxi Mushroom 74321 37847 2 (BMG) 28/05/1996
1. Mysterious Girl (Radio Edit) 3:38
2. Mysterious Girl (R&B Skankmaster Remix) 5:14
3. Mysterious Girl (Jupiter's Swing Mix) 6:45
4. Mysterious Girl (Bag O' Tricks Mix) 5:01

### 2004
CD Single
1. Radio Edit - (studio)
2. Jupiter Swing Mix - (studio)

## Classifiche
| Chart (1996)  | Massima posizione |
| ------------- | ----------------- |
| UK            | 2                 |
| Svizzera      | 7                 |
| Austria       | 3                 |
| Francia       | 24                |
| Olanda        | 3                 |
| Belgio        | 5                 |
| Svezia        | 6                 |
| Finlandia     | 20                |
| Norvegia      | 11                |
| Australia     | 8                 |
| Nuova Zelanda | 1                 |